# Pedro Muñoz de la Torre
Pedro Muñoz de la Torre (* 19. Oktober 1966 in Torreón, Coahuila) ist ein ehemaliger mexikanischer Fußballspieler auf der Position eines Verteidigers. Muñoz de la Torre stand mehr als zehn Jahre beim Club Santos Laguna unter Vertrag und gewann mit den Guerreros den Meistertitel des Torneo Invierno 1996. Mit Ende Dreißig ließ er seine aktive Laufbahn beim CD Irapuato ausklingen, für den er seinen letzten Erstligaeinsatz am 14. März 2004 beim 3:1-Heimsieg gegen den Club San Luis bestritt. 

## Erfolge
- Mexikanischer Meister: Winter 1996